# دونالد إليوت هاينز
دونالد إي. هاينز (بالإنجليزية: Donald E. Hines)‏ هو سياسي أمريكي، ولد في 14 نوفمبر 1933. حزبياً، نشط في الحزب الديمقراطي. وقد انتخب عضو مجلس ولاية لويزيانا.